# Atilla Koç
Atilla Koç (Aydın, 1946. március 1. –) török politikus, parlamenti képviselő. Recep Tayyip Erdoğan kormányában 2005–2007 között kulturális és idegenforgalmi miniszter volt.

## Életrajz
A középiskolát az izmiri Özel Türk Kollégiumban (törökül: Özel Türk Koleji) végezte, majd az érettségit követően az ankarai egyetem politikatudományi szakán szerzett diplomát. szerzett diplomát.
Később Ulubey, Nusaybin és Bayındır városok prefektúráján is dolgozott, majd Siirt és Giresun tartományok kormányzója is volt, majd Melih Gökçek ankarai polgármester titkárságán dolgozott, majd a belügyminisztérium kormányzati tanácsadója lett. 1996–1997 között a Necmettin Erbakan vezette kormány miniszterelnökségi államtitkára volt.
A 2002. novemberi 3-i parlamenti választásokon az AKP színeiben, Aydın képviselőjévé választották.
A 2007-es kormányátalakítást követően Ertuğrul Günay lett az utódja a kulturális miniszteri poszton.

## Magánélete
Nős, három gyermeke van.